# Scott Barney
Scott Barney (né le 27 mars 1979 à Oshawa dans la province de l'Ontario au Canada) est un joueur professionnel de hockey sur glace.

## Carrière
Lors de son passage au niveau junior avec les Petes de Peterborough de la Ligue de hockey de l'Ontario, Barney retient l'attention des recruteurs des Kings de Los Angeles qui font de lui leur choix de deuxième ronde lors du repêchage de 1997.
Il se joint à leur filiale dans la Ligue américaine de hockey, les Falcons de Springfield, à la fin de la saison 1998-1999 où il joue un total de six rencontres. Lors du camp d'entraînement des Kings à l'été 1999, il se blesse sévèrement au dos et est incapable de revenir au jeu et ce, pour les trois saisons suivantes.
À l'été 2002, il obtient un contrat pour un essai au camp des Kings, il y joue bien et les Kings décident de lui offrirent un contrat d'une saison. Il partage les deux saisons suivantes entre les Kings et leurs nouveau club-école, les Monarchs de Manchester.
Au terme du lock-out que connut la Ligue nationale de hockey en 2004-2005, Barney signe un contrat d'une saison avec les Thrashers d'Atlanta. Il ne joue que trois rencontres avec l'équipe passant le reste de la saison avec leurs filiale de la LAH, les Wolves de Chicago. Il tente par la suite un essai auprès des Red Wings de Détroit, mais se joint finalement à l'équipe-école du club, les Griffins de Grand Rapids pour une saison avant de rejoindre les Bears de Hershey en cours de saison.

## Statistiques
Pour les significations des abréviations, voir Statistiques du hockey sur glace.
| Saison     | Équipe                   | Ligue            |    | Saison régulière | Saison régulière | Saison régulière | Saison régulière | Saison régulière |    | Séries éliminatoires | Séries éliminatoires | Séries éliminatoires | Séries éliminatoires | Séries éliminatoires |
| Saison     | Équipe                   | Ligue            | PJ | B                | A                | Pts              | Pun              | PJ               | B  | A                    | Pts                  | Pun                  |                      |                      |
| 1995-1996  | Petes de Peterborough    | LHO              | 60 | 22               | 24               | 46               | 52               | 24               | 6  | 8                    | 14                   | 38                   |                      |                      |
| 1996-1997  | Petes de Peterborough    | LHO              | 64 | 21               | 33               | 54               | 110              | 9                | 0  | 3                    | 3                    | 16                   |                      |                      |
| 1997-1998  | Petes de Peterborough    | LHO              | 62 | 44               | 32               | 76               | 60               | 4                | 1  | 0                    | 1                    | 6                    |                      |                      |
| 1998-1999  | Petes de Peterborough    | LHO              | 44 | 41               | 26               | 67               | 80               | 5                | 4  | 1                    | 5                    | 4                    |                      |                      |
| 1998-1999  | Falcons de Springfield   | LAH              | 5  | 0                | 0                | 0                | 2                | 1                | 0  | 0                    | 0                    | 2                    |                      |                      |
| 2002-2003  | Kings de Los Angeles     | LNH              | 5  | 0                | 0                | 0                | 0                |                  |    |                      |                      |                      |                      |                      |
| 2002-2003  | Monarchs de Manchester   | LAH              | 57 | 13               | 5                | 18               | 74               |                  |    |                      |                      |                      |                      |                      |
| 2003-2004  | Kings de Los Angeles     | LNH              | 19 | 5                | 6                | 11               | 4                |                  |    |                      |                      |                      |                      |                      |
| 2003-2004  | Monarch de Manchester    | LAH              | 44 | 20               | 14               | 34               | 28               | 6                | 2  | 3                    | 5                    | 8                    |                      |                      |
| 2004-2005  | N'a pas joué             |                  |    |                  |                  |                  |                  |                  |    |                      |                      |                      |                      |                      |
| 2005-2006  | Thrashers d'Atlanta      | LNH              | 3  | 0                | 0                | 0                | 0                |                  |    |                      |                      |                      |                      |                      |
| 2005-2006  | Wolves de Chicago        | LAH              | 53 | 32               | 19               | 51               | 56               |                  |    |                      |                      |                      |                      |                      |
| 2006-2007  | Griffins de Grand Rapids | LAH              | 40 | 4                | 8                | 12               | 26               |                  |    |                      |                      |                      |                      |                      |
| 2006-2007  | Bears de Hershey         | LAH              | 11 | 6                | 4                | 10               | 6                | 19               | 10 | 9                    | 19                   | 14                   |                      |                      |
| 2007-2008  | Bears de Hershey         | LAH              | 66 | 21               | 20               | 41               | 60               |                  |    |                      |                      |                      |                      |                      |
| 2008-2009  | Augsburger Panther       | DEL              | 51 | 20               | 12               | 32               | 82               |                  |    |                      |                      |                      |                      |                      |
| 2009-2010  | SC Bietigheim-Bissingen  | Bundesliga       | 4  | 0                | 3                | 3                | 0                |                  |    |                      |                      |                      |                      |                      |
| 2009-2010  | SaiPa Lappeenranta       | SM-Liiga         | 43 | 16               | 14               | 30               | 60               |                  |    |                      |                      |                      |                      |                      |
| 2010-2011  | BK Mladá Boleslav        | Exttraliga       | 13 | 2                | 2                | 4                | 8                |                  |    |                      |                      |                      |                      |                      |
| 2010-2011  | Hämeenlinnan Pallokerho  | SM-Liiga         | 18 | 5                | 1                | 6                | 20               | 2                | 0  | 0                    | 0                    | 2                    |                      |                      |
| 2011-2012  | Hämeenlinnan Pallokerho  | SM-Liiga         | 20 | 2                | 3                | 5                | 18               |                  |    |                      |                      |                      |                      |                      |
| 2011       | EC Red Bull Salzbourg    | Trophée européen | 5  | 0                | 2                | 2                | 2                |                  |    |                      |                      |                      |                      |                      |
| 2011-2012  | Dornbirner EC            | Nationalliga     | 3  | 5                | 8                | 13               | 6                |                  |    |                      |                      |                      |                      |                      |
| 2011-2012  | HC Thurgovie             | NLB              | 5  | 0                | 2                | 2                | 2                |                  |    |                      |                      |                      |                      |                      |
| 2012-2013  | High1                    | Asia League      | 42 | 37               | 50               | 87               | 34               |                  |    |                      |                      |                      |                      |                      |
| 2013-2014  | HC Valpellice            | Série A          | 42 | 29               | 38               | 67               | 84               | 5                | 2  | 4                    | 6                    | 2                    |                      |                      |
| 2014-2015  | EHC Lustenau             | INL              | 28 | 22               | 25               | 47               | 48               | 11               | 6  | 6                    | 12                   | 6                    |                      |                      |
| 2015-2016  | EHC Lustenau             | INL              | 32 | 32               | 29               | 61               | 59               | 11               | 4  | 9                    | 13                   | 10                   |                      |                      |
| 2016-2017  | China Dragon             | Asia League      | 48 | 14               | 42               | 56               | 62               | -                | -  | -                    | -                    | -                    |                      |                      |
| 2017-2018  | Anyang Halla             | Asia League      | 21 | 9                | 8                | 17               | 12               | 8                | 0  | 3                    | 3                    | 0                    |                      |                      |
| Totaux LNH | Totaux LNH               | Totaux LNH       | 27 | 5                | 6                | 11               | 4                | -                | -  | -                    | -                    | -                    |                      |                      |

## Transactions
- 1997 ; repêché par les Kings de Los Angeles ( 2e choix de l'équipe, 29e au total).
- Manqua les saisons 1999-2000 à 2001-2002 en raison d'une blessure au dos subi le 28 septembre 1999.
- 8 août 2005 ; signe à titre d'agent libre avec les Thrashers d'Atlanta.
- Été 2008 ; signe à titre d'agent libre avec le Augsburger Panther de la DEL.